# Canthidium aurifex
Canthidium aurifex är en skalbaggsart som beskrevs av Bates 1887. Canthidium aurifex ingår i släktet Canthidium och familjen bladhorningar. Inga underarter finns listade.